# Antioch (Illinois)
Antioch ist ein Village im Lake County im US-amerikanischen Bundesstaat Illinois und Bestandteil der Metropolregion um Chicago. Im Jahre 2020 hatte Antioch 14.622 Einwohner.

## Geografie
Antioch liegt auf 42°28'45" nördlicher Breite und 88°05'27" westlicher Länge. Die Stadt erstreckt sich über eine Fläche von 19,8 km², die sich auf 19,1 km² Land- und 0,7 km² Wasserfläche verteilen.
Antioch liegt in einem ausgedehnten Seenland (deswegen „Lake County“) 94,2 km in nordnordöstlicher Richtung vom Chicagoer Stadtzentrum entfernt.
Die Grenze nach Wisconsin befindet sich 2 km nördlich des Zentrums von Antioch.

## Geschichte
Bei Ankunft der ersten Weißen lebten Indianer vom Stamme der Pottawatomi als Jägernomaden in der Gegend. Im Krieg von 1812 kämpften sie auf britischer Seite, im Black-Hawk-Krieg von 1832 auf Seiten der amerikanischen Siedler. Trotzdem begannen die Indianer nach 1832 die Gegend zu verlassen. An die Indianer erinnert heute noch der Name des Sequoit Creek und das gleichnamige Maskottchen der High School.
Die erste ständige weiße Ansiedlung war eine Hütte am Sequoit Creek. 1839 wurde dort ein Sägewerk errichtet, um das sich herum allmählich ein kleines Handelszentrum entwickelte. Ein Nachbau des Sägewerkes ist heute etwas unterhalb der alten Stelle zu besichtigen.
Die Gemeinde Antioch wurde kurz vor dem Bürgerkrieg durch eine kleine protestantische Sekte gegründet. Obwohl der religiöse Enthusiasmus 1843 zurückgegangen war, blieb der Name Antioch, in Anspielung auf Antiochia in Kleinasien, erhalten.
Antioch wurde zu einem Zentrum des Abolitionismus. Das hatte zur Folge, dass eine überproportionale Anzahl junger Männer in der Unionsarmee diente.
Kurz nach dem Bürgerkrieg verließen viele religiöse Siedler Antioch und die Gemeinde wurde aufgelöst. 1892 wurde wiederum eine neue Gemeinde gegründet, deren Tradition an die frühere anknüpft. Der Ort wuchs und neue Siedler, insbesondere britischer und deutscher Abstammung, gründeten Farmen und Geschäfte.
Am Ende des 19. Jahrhunderts wurde Antioch zu einem Naherholungsgebiet der Bewohner von Chicago. Der Tourismus wuchs schnell, sodass 1886 eine Eisenbahnlinie eingeweiht wurde. Die Farmen der Umgebung nahmen zunehmend Sommergäste auf. Hotels und Ferienwohnungen wurden gebaut, Bootspartien durch die vielen Seen wurden unternommen auch die in den USA sehr beliebten Jagd- und Angelausflüge wurden in der Gegend von vielen Menschen unternommen. Während der Prohibition hatte Al Capone ein Sommerhaus in Antioch.
Ein wichtiger Wirtschaftszweig war die Produktion von Eis, das in Eisschränken in den Haushalten Anwendung fand. Pickard China, eine US-amerikanische Porzellanfabrik, war seit 1937 ein wichtiger Arbeitgeber in Antioch. In den 1950er Jahren wurde in Antioch ein großes Gewerbegebiet angelegt, das einen Großteil der Arbeitsplätze und der in der Stadt gezahlten Steuern erbringt.

## Demografische Daten
Bei der Volkszählung im Jahre 2000 wurde eine Einwohnerzahl von 8788 ermittelt. Diese verteilten sich auf 3235 Haushalte in 2351 Familien. Die Bevölkerungsdichte lag bei 459,8/km². Es gab 3.346 Gebäude, was einer Bebauungsdichte von 175,1/km² entsprach.
Die Bevölkerung bestand im Jahre 2000 aus 95,19 % Weißen, 1,07 % Afroamerikanern, 0,35 % Indianern, 1,16 % Asiaten und 1,09 % anderen. 1,14 % gaben an, von mindestens zwei dieser Gruppen abzustammen. 4,42 % der Bevölkerung bestand aus Hispanics, die verschiedenen der genannten Gruppen angehörten.
29,9 % waren unter 18 Jahren, 8,0 % zwischen 18 und 24, 32,4 % von 25 bis 44, 21,1 % von 45 bis 64 und 8,5 % 65 und älter. Das durchschnittliche Alter lag bei 34 Jahren. Auf 100 Frauen kamen statistisch 95,5 Männer, bei den über 18-Jährigen 88,9.
Das durchschnittliche Einkommen pro Haushalt betrug $56.481, das durchschnittliche Familieneinkommen $66.589. Das Einkommen der Männer lag durchschnittlich bei $51.503, das der Frauen bei $31.389. Das Pro-Kopf-Einkommen belief sich auf $25.711. Rund 2,3 % der Familien und 3,9 % der Gesamtbevölkerung lagen mit ihrem Einkommen unter der Armutsgrenze.

## Persönlichkeiten
- Felicia Stancil (* 1995), Radrennfahrerin